# Elvis Bratanovič
Elvis Bratanovič (21 agosto 1992) è un calciatore sloveno, attaccante del Nebikon.

## Carriera
Ha esordito con la nazionale Under-21 slovena durante le qualificazioni ai campionati europei di categoria.